# Wallrus
Wallrus is een Engelstalige rockband uit Nederland.

## Biografie
Wallrus werd in 1999 geformeerd in Rotterdam door de huidige leden, Rob Rietdijk (zang/harmonica), Conrad Freling (gitaar/zang), Paul van Schaik (bas/zang) en Joeri Rook (drums). Hun muziek heeft raakvlakken met stoner rock, blues, met zware gitaren en melodieuze zang. De band trad onder andere op in Nighttown en de Melkweg, en op festivals als Metropolis, Waterpop, Real Rock en Motel Mozaïque.
Hun eerste volledige album, The wind blows witches from the sky, verscheen in 2003. In datzelfde jaar kwam op het Amerikaanse label Long Beach Records een compilatie-cd Eat at the Potholder uit, waarop Wallrus twee tracks speelt.
Inmiddels staat de band onder contract bij het onafhankelijke label Freebird Records, dat een herpersing van The wind blows witches from the sky uitbracht. In september 2007 is het tweede album, Burn the shivers  uitgebracht.

## Discografie
- Wallrus (ep, 1999)
- Eat at the Potholder (2003)
- The wind blows witches from the sky (2003, herpersing 2005)
- Burn the shivers (september 2007)